# 端平入洛
端平入洛（たんぺいじゅらく）は、南宋の端平元年（1234年）、金朝を挟撃して滅ぼしたモンゴル帝国と南宋が河南地方の領有をめぐって起こした紛争。北宋の旧都の開封・洛陽・南京を指す「三京」の回復を名分に掲げた南宋が河南への出兵を強行したが、モンゴルの反撃の前に惨敗し失敗に終わった。この紛争によりモンゴルと南宋は敵対関係に一変し、全面戦争に飛び火する切っ掛けとなった。

## 概要
モンゴル帝国と南宋は嘉定7年（1214年）に初めて接触した以来、使節の往来があったが、概ね小康状態に留まった。西方遠征を終えたチンギス・カンが金朝と西夏に対する攻略を再開し、モンゴル軍の一部が南宋の国境を侵犯すると、両国関係は新たな局面に入った。宝慶3年（1227年）春、南宋の西北辺境に侵入したモンゴル軍は、四川一帯を略奪して武力示威を展開してから、チンギス・カンの死亡により撤退した。西夏を滅ぼしたモンゴルは、陝西から金の首都開封を脅かすことが可能となったが、金軍の精兵が雲集していた潼関はこれを遮る最大の障害物であった。そのため、チンギス・カンは臨終直前に「潼関を避けて宋に道を借りるように求めよ。宋は金と代々敵なので必ず要請を快く承諾するだろう」という遺詔を残した。
紹定3年（1230年）より第二次対金戦争に臨んだモンゴルの新皇帝オゴデイは、征伐軍を3軍に分けて中軍は自ら率いて、左翼軍は山東方面で、右翼軍は陝西の漢中でそれぞれ金の後方を攻略させた。右翼軍を執ったトルイは進軍を開始する際、先帝の遺詔どおりに南宋に使者を送り、境内の通過を要請した。紹定4年（1231年）7月、モンゴルの使者が沔州で南宋の官員に殺害される事件が発生し、南宋の四川制置使はモンゴルの不満を静めようと、モンゴル軍に対して軍糧の提供や道案内までするなどの便宜を計らってやった。南宋の境内を貫いて漢水を渡ったモンゴル軍は鄧州に迫っており、翌年には三峰山の戦いで金の主力軍を壊滅させ、開封を包囲するのに成功した。
紹定6年（1233年）6月、モンゴルは王檝を襄陽に派遣し、京湖制置使の史嵩之と金を挟撃する盟約を締結すること、そしてモンゴル軍に金幣を提供するように論議させた。史嵩之の報告を受けた南宋朝廷では、海上の盟を反面教師とする内部の異見にもかかわらず、仇敵である金への復讐という意味でモンゴルと盟約を結ぶことにした。同年8月、金は南宋に使者を急派して「唇亡びて歯寒し」の論理を挙げて、モンゴルに対抗する同盟の結成を哀願したが、既に方針を決めた南宋は金の提案を一蹴している。10月、江陵の副都統であり武将の孟珙が率いる2万人の南宋軍が北上し、金の哀宗が最後に避難していた蔡州をモンゴル軍と共に包囲した。
端平元年（1234年）正月、蔡州が陥落され、哀宗も自殺することにより金は滅亡した。孟珙が持って来た哀宗の遺骨は臨安にある宋朝の太廟に捧げられ、国恥を雪辱する用途に使われた。金が滅亡すると、南宋では北宋時代の根拠地だった河南の領有権をめぐる問題が争点として浮上した。3月、理宗は太常寺の官員を洛陽へ送って北宋の皇陵を参拝させた。折しもモンゴル軍が河南と陝西に集結して待ち伏せしたという諜報が入り、参拝を躊躇う動きがあったが、孟珙の護衛のおかげで10日ぶりに迅速に任務を終えて帰還できた。
この頃、史弥遠の死後に親政を始めた理宗と左丞相の鄭清之は政局を一新し、北伐に成功して権力基盤を強化しようとする意図から河南への出兵を企てた。逆に、史嵩之と喬行簡などの大臣中では、飢饉により民力が疲弊するだけでなく、河南を占有しても防御や普及の難点のために守りが難いという理由で懐疑的な気流が強かった。それでも、理宗は黄河を守りながら潼関に頼れば、三京を奪還できると主張した淮東制置使の趙葵の支持に支えられ、出兵を決行する。6月12日、廬州知州の全子才の引率のもとに淮西の兵力1万人は北伐軍の先鋒隊として合肥を出発したのに引き続いて、これを補助するために趙葵が率いる淮東の兵力5万人も泗州と宿州を経て河南に進入した。淮水を渡って北上した全子才の先鋒隊は何の戦闘も遭遇しないまま、7月5日に開封に入城した。それまで開封にはモンゴルに投降した旧金朝の西面元帥である崔立が駐屯していたが、南宋軍が接近して来るとの知らせを聞いた城内の住民らが崔立を殺し降伏した。
しかし、彼らが見たものは清明上河図に描かれた繁華な都市ではなく、かつて百万を超えた人口は守備軍600人余り、居住民1千人しかいないありさまであり、ただ大相国寺と北宋宮殿の跡だけがほとんど変わっていなかった。さらに、モンゴルの侵寇が重なり、兵禍に晒された河南一帯の荒廃は予想を超えた状態だった。7月20日には趙葵の軍が開封に到着し、麾下の兵士に5日分の食糧だけを持参させ、洛陽の奪還に乗り出した。洛陽は7月28日に無抵抗で占領されたが、翌日よりすべての食糧が底をついてヨモギや小麦粉で生き延びたり、軍馬を取って食う羽目になった。結局、モンゴル軍の伏兵が洛陽を急襲すると、孤立無援の状況に追い込まれた南宋軍は壊走し、途中に黄河の堤防まで崩れて全体死傷者が8～9割にも及ぶ惨憺たる被害を受けた末、江南へ帰還した。
北伐軍が所得なしに帰還した後、趙葵と全子才を始めとする将校らは問責の措置で官位が降格または罷免されている。12月、モンゴルの王檝が臨安を訪れ、盟約に違反したことを詰責した。南宋は答礼使をモンゴルに派遣し、三京回復戦に関する経緯を解明する一方、新しい和議の成立を模索したが、南宋の投拝（降伏）を望んだモンゴルの態度に交渉は決裂した。
端平2年（1235年）6月、モンゴル軍が四川・京湖・江淮の3方面を通じて南宋に侵攻することで、両国は40年にわたる戦争に突入した。